# Schwere Panzerabteilung

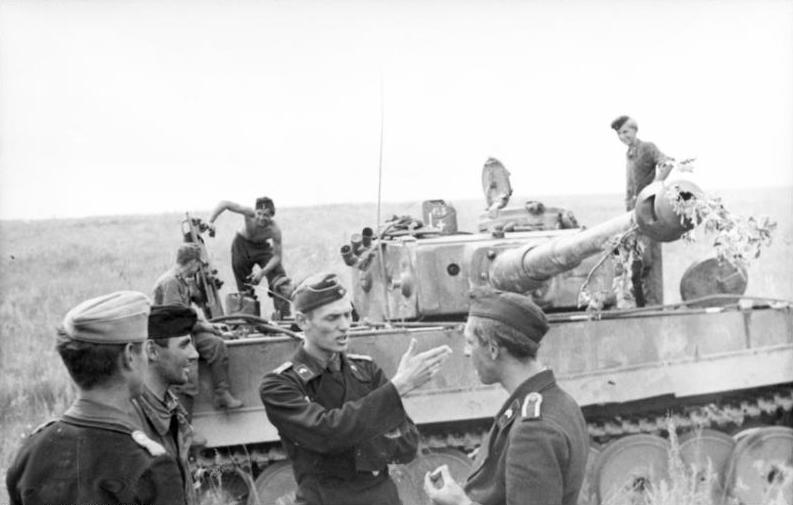
Die schwarze (i neri): gli equipaggi dei carri pesanti Panzer VI Tiger I dello sPzAbt. 503 discutono animatamente durante la campagna dell'estate 1943 sul fronte orientale

Con il termine di schwere Panzerabteilung (s.Pz.Abt) (tradotto letteralmente "reparto carri pesanti") si fa riferimento a una formazione militare, della forza di un battaglione autonomo, istituita dai comandi della Wehrmacht durante la seconda guerra mondiale ed equipaggiata con carri pesanti Panzer VI Tiger I e Panzer VI Tiger II. Istituiti inizialmente con l'obiettivo di farne il nerbo delle divisioni corazzate, con il peggiorare delle sorti della guerra per le forze tedesche vennero via via impiegati come forza d'urto nei contrattacchi alle offensive degli Alleati.

## I primi anni di guerra
Nel giugno del 1941 con l'avvio dell'Operazione Barbarossa contro l'Unione Sovietica, le forze corazzate tedesche erano equipaggiate con diversi tipi di carri medi e leggeri: in particolare i carri leggeri Panzer II, utilizzati ormai solamente come ricognitori, e i carri medi Panzer III e Panzer IV.
Furono con tali carri che i tedeschi fronteggiarono i moderni carri sovietici T-34 e KV-1 largamente superiori al Panzer III sia in termini di protezione che di armamento. L'inferiorità dei loro carri stimolò lo sviluppo da parte dell'industria bellica tedesca di nuove versioni sempre più protette e armate con cannoni a canna lunga dotati di migliori caratteristiche controcarro. La situazione al fronte accelerò anche lo studio di nuovi mezzi destinati a sostituire il Panzer IV, fu in questa situazione che vide la luce il Tiger I.

## Il Tiger: nascita e caratteristiche

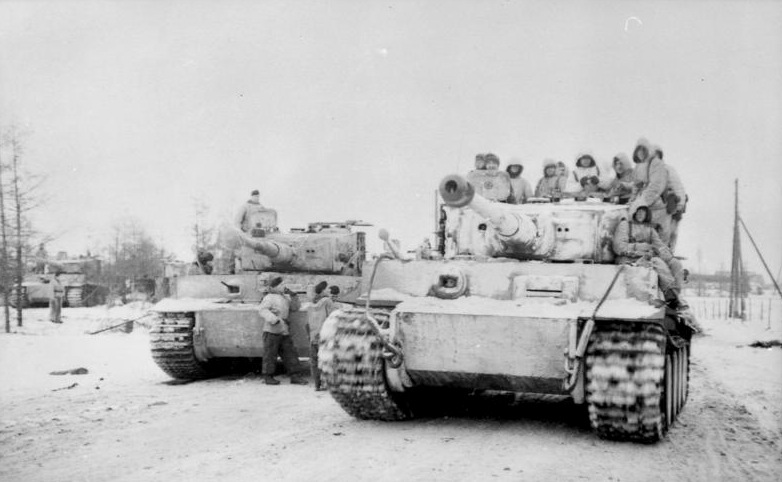
Una formazione di Tiger I in Russia, nell'inverno del 1943

Sotto la pressione delle esigenze delle truppe, la Henschel e la Porsche presentarono nell'aprile del 1942 i loro prototipi di carri pesanti, entrambi armati con il cannone da 88 mm KwK 36 L/56. Dopo una serie di test venne scelto il progetto della Henschel e iniziò la produzione in serie.
Il nuovo carro, chiamato Panzer VI Tiger I, era come detto armato con il cannone da 88 mm KwK 36 L/56 in grado di perforare circa 100 mm di acciaio a 30° a 1.000 metri di distanza; la corazzatura raggiungeva i 110 mm di spessore sullo scudo del cannone e gli 80 mm lateralmente (torretta e scafo). Le piastre di corazzatura erano poste verticalmente, non in obliquo come nel T-34 sovietico. La corazzatura obliqua garantiva maggiore protezione, tuttavia la sua installazione sacrificava gran parte dello spazio a disposizione per l'equipaggio, per questo si optò per una piastra verticale, ma di maggior spessore, ottenendo un compromesso tra scudo efficiente e spazio interno. L'apparato propulsivo consisteva in un motore Maybach HL P45 da 600 cavalli, e la trasmissione, idraulica, permetteva l'inserimento di 8 marce avanti e di 4 indietro. Nonostante il peso elevato (ben 57 t) il Tiger possedeva una buona mobilità, che era però compromessa dalla non elevata affidabilità meccanica e dalla grande difficoltà di recupero dei carri danneggiati o in avaria.
Il Tiger si presentava come un mezzo eccezionale in combattimento, ma lasciava grandemente a desiderare dal punto di vista industriale e logistico, visto il costo, la quantità di materie prime e il numero di ore-uomo necessarie ad assemblarlo. Bisogna tenere conto del fatto che, al contrario delle industrie russe e statunitensi, basate rispettivamente sui cantieri per trattori e su quelli automobilistici, le fabbriche tedesche erano soltanto parzialmente adattate alla produzione seriale secondo il sistema della catena di montaggio.

## Caratteristiche del battaglione
Le nuove caratteristiche del Tiger resero impensabile la sostituzione dei Panzer III e IV che equipaggiavano le divisioni corazzate: il Tiger rappresentava una categoria di carri di nuova concezione per la quale dovevano essere elaborati nuovi criteri di impiego. Venne deciso quindi di istituire nuove unità autonome a livello di battaglione: lo schwere Panzerabteilung.
In un primo momento si ritenne che il battaglione, oltre ai Tiger, dovesse comprendere anche carri di supporto, in grado di proteggerlo ai fianchi e dalle minacce costituite dalla fanteria nemica e dalle postazioni difensive: per svolgere tale funzione venne scelto il Panzer III Ausf. L, armato con un cannone da 50 mm, o un Panzer III Ausf. N con un cannone da 75 mm corto.
Le prime unità costituite furono lo schwere Panzerabteilung 501 che venne impiegato in Tunisia, e lo schwere Panzerabteilung 502 che venne inviato, nel settembre del 1942 sul Fronte orientale nel settore di Leningrado.
I rapporti, inviati direttamente a Heinz Guderian, all'epoca Inspekteur der Panzertruppen, dimostravano che il Tiger era un mezzo di combattimento dalle ottime potenzialità ma che necessitava di particolari manutenzioni e di un attento studio della fase offensiva per evitare di esporre il carro a rischi inutili, provenienti soprattutto da fanti o cannoni controcarro mimetizzati. Guderian modificò la struttura dello schwere Panzerabteilung che a partire dal marzo 1943 risultava così composta solamente da carri Tiger:
- Compagnia comando (Stabskompanie), con 3 Tiger I e con carri esploranti, da ricognizione, del genio e antiaerei
- 3 compagnie carri (schwere Panzerkompanie), con 14 Tiger I ciascuna. Ogni compagnia comprendeva tre plotoni di 4 carri ciascuno, più 2 Tiger I per il comandante e il vice-comandante di compagnia.
- Compagnia officina (Werkstatt-Kompanie)
- Compagnia rifornimenti (Versorgungs-Kompanie)

Il battaglione aveva così una forza totale di 45 carri.
Oltre agli Abteilung su tre compagnie, vennero formati anche un certo numero di singole compagnie assegnati ai reggimenti corazzati di divisioni di élite. Ad esempio, nel corso della Battaglia di Kursk del luglio 1943, vennero costituite una schwere Panzerkompanie per le divisioni Grossdeutschland" della Wehrmacht e "Leibstandarte", Das Reich" e "Totenkopf" delle Waffen-SS.

## Tattiche di combattimento
L'uso del Tiger venne regolamentato con apposite pubblicazioni, tra cui il Merkblatt 47a/29 del 20 maggio 1943, dedicate all'addestramento e all'impiego delle compagnie di carri Tiger.
Il Merkblatt sottolineava che le compagnie che partecipavano alla prima ondata dovessero attaccare i carri nemici da grande distanza, oltre alle opere difensive più forti, in modo da non esporre il carro a rischi inutili e trarre vantaggio dalla grande gittata del cannone da 88 mm. Ogni compagnia doveva poi assicurare lo sfondamento, travolgendo, grazie alla potenza di fuoco e della corazzatura del Tiger, le opere difensive nemiche. Massima importanza, infine, doveva essere conferita alla ricognizione preventiva, in modo da essere certi che gli itinerari prescelti fossero effettivamente percorribili dai Tiger.
La formazione di combattimento più efficace indicata dal Merkblatt era il cosiddetto Panzerkeil, il cuneo corazzato, con i singoli carri disposti a cuneo e a intervalli di 100 metri tra loro, in modo da proteggersi e appoggiarsi reciprocamente in caso di bisogno. Il cannone doveva essere utilizzato solo a carro fermo e l'intero attacco doveva essere un alternarsi di fuoco e movimento.

## Unità

### Unità dell'esercito
- schwere Panzerabteilung 424
- schwere Panzerabteilung 501
- schwere Panzerabteilung 502
- schwere Panzerabteilung 503
- schwere Panzerabteilung 504
- schwere Panzerabteilung 505
- schwere Panzerabteilung 506
- schwere Panzerabteilung 507
- schwere Panzerabteilung 508
- schwere Panzerabteilung 509
- schwere Panzerabteilung 510
- schwere Panzerabteilung 511
- schwere Panzerabteilung Großdeutschland
- schwere Panzerabteilung Feldherrnhalle

### Unità delleWaffen-SS
- schwere SS-Panzerabteilung 101 - rinominato negli ultimi anni di guerra Schwere SS-Panzerabteilung 501
- schwere SS-Panzerabteilung 102 - rinominato negli ultimi anni di guerra Schwere SS-Panzerabteilung 502
- schwere SS-Panzerabteilung 103 - rinominato negli ultimi anni di guerra Schwere SS-Panzerabteilung 503
- schwere SS-Panzerabteilung 104 - proposta creazione nell'ottobre 1943, successivamente annullata

## In azione
| Unità                          | Carri persi | Carri distrutti |
| ------------------------------ | ----------- | --------------- |
| schwere Panzerabteilung 501    | 120         | 450             |
| schwere Panzerabteilung 502    | 107         | 1.400           |
| schwere Panzerabteilung 503    | 252         | 1.700           |
| schwere Panzerabteilung 504    | 109         | 250             |
| schwere Panzerabteilung 505    | 126         | 900             |
| schwere Panzerabteilung 506    | 179         | 400             |
| schwere Panzerabteilung 507    | 104         | 600             |
| schwere Panzerabteilung 508    | 78          | 100             |
| schwere Panzerabteilung 509    | 120         | 500             |
| schwere Panzerabteilung 510    | 65          | 200             |
| schwere SS-Panzerabteilung 101 | 107         | 500             |
| schwere SS-Panzerabteilung 102 | 76          | 600             |
| schwere SS-Panzerabteilung 103 | 39          | 500             |
| Totale                         | 1.482       | 8.100           |